# Slaven Rimac
Slaven Rimac (Zagreb, 19. prosinca 1974.) je bivši hrvatski profesionalni košarkaš i aktualni košarkaški trener. Trenutačno je bez kluba. Igrao je na poziciji beka šutera i poziciju niskog krila.
Sin je Matana Rimca i pokojne hrvatske košarkašice Ružice Meglaj-Rimac te brat, također bivšega, ali manje poznatog košarkaša Davora Rimca.

## Karijera
Košarku karijeru započeo je u dresu KK Dubrave. Kao kadet odlazi u zagrebačku Cibonu i ondje započinje svoju profesionalnu karijeru. Najduži staž imao je upravo u Ciboni, u kojoj je igrao od 1990. do 1998. godine, te od 2002. do 2004. Ostali klubovi u kojima je igrao su Tofaş, Joventut, Milano, Makedonikos, AEK, Azovmash, Pariz, Cedevita, STB Le Havre i Pau-Orthez. U sezoni 1996./07. predvodio je Euroligu po broju uspješnosti slobodnih bacanja (93,1%). U sezoni 2006./07., odigrao je četiri utakmice za francuski Pariz i ostvario učinak od 8,8 poena, 2,8 skokova i 2,3 asistencije po utakmici. U dresu Cedevite prosječno je bilježio 15,9 poena, 2,3 skoka i 2,5 asistencija po utakmici.
Bio je član Hrvatske košarkaške reprezentacije na Olimpijskim igrama u Atlanti 1996. i Europskom prvenstvu u Španjolskoj 1997.
U jesen 2013. preuzeo je trenersku klupu zagrebačke Cibone. Nakon što je s Cibonom osvojio naslov ABA lige unatoč teškoj financijskoj situaciji, sljedeće godine, zbog lošijih rezultata dobiva otkaz. Bio je pomoćnikom Jasmina Repeše u hrvatskoj košarkaškoj reprezentaciji, a od 2017. godine je u Cedeviti, prvotno kao trener momčadi koja nastupa u HT Premijer ligi, a zatim, od 25. listopada 2018., trener momčadi koja nastupa u ABA ligi te Eurokupu.
Dne 8. srpnja 2019. godine preuzima slovenski klub KK Cedevita Olimpija, postavši prvim trenerom kluba u klupskoj povijesti.

## Vanjske poveznice
- Profil na Basketball Doudiz.com